# Nikolaus Harnoncourt

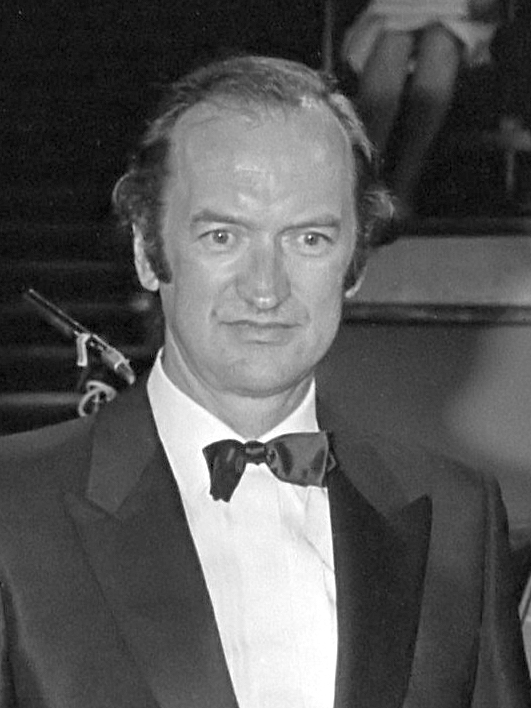
Nikolaus Harnoncourt (1980)

Johann Nikolaus Harnoncourt [ˈharnõkuːr] (* 6. Dezember 1929 in Berlin; † 5. März 2016 in St. Georgen im Attergau), adelshistorisch auch als Graf Johann Nikolaus de la Fontaine und d’Harnoncourt-Unverzagt bekannt, war ein österreichischer Dirigent, Cellist, Musikschriftsteller sowie einer der Pioniere auf den Gebieten der historischen Aufführungspraxis und der Alten Musik.

## Leben und Wirken

### Jugend und frühe Jahre
Die Eltern von Nikolaus Harnoncourt entstammten beide dem Adel. Der Vater Eberhard Harnoncourt (1896–1970) stammte aus dem luxemburgisch-lothringischen Geschlecht der Grafen de la Fontaine d’Harnoncourt-Unverzagt, die Mutter Ladislaja Johanna Franziska (1899–1997; „die wilde Laja“) war als gebürtige Gräfin von Meran eine Urenkelin des populären Erzherzogs Johann von Österreich. Sein Vater, der eigentlich selbst Musiker werden wollte, hatte als ehemaliger Navigationsoffizier der Marine ein Technikstudium absolviert (Dipl.-Ing.), um in Berlin als Bauingenieur zu arbeiten. Aus erster Ehe brachte er zwei Kinder mit und wohnte damals in unmittelbarer Nachbarschaft von Bertolt Brecht und Helene Weigel in der Berliner Spichernstraße. Nikolaus Harnoncourt erhielt seinen (eigentlich zweiten) Vornamen nach dem Nikolaustag. Zwei Jahre nach ihm wurde sein jüngerer Bruder, der Theologe und Priester Philipp Harnoncourt, geboren. Die Familie übersiedelte 1931 nach Graz, wo sie ihren Wohnsitz im Palais Meran nahm und wo der Vater noch ein Doktoratsstudium (Dr. jur.) absolvierte und dann eine Stelle in der Landesregierung bekam. Weitere Brüder sind Renatus (Halbbruder), der Jurist Franz Harnoncourt und der Mediziner Karl Harnoncourt. Seine Schwestern sind Alice (Halbschwester) und Juliana. Die Sommermonate über lebte die Familie auf dem Brandhof in der Steiermark, einem Anwesen der Merans, das noch Erzherzog Johann erworben hatte.
In seinen Volksschuljahren begann Harnoncourt mit Cellounterricht bei dem Grazer Musiklehrer Hans Kortschak. Mit seinem Bruder Philipp versuchte er sich vierhändig auf dem Klavier. Als Ministranten im Grazer Dom erwarben beide elementare Kenntnisse in der Kirchenmusik. Vor allem aber wurde regelmäßig im Kreis der Familie mit Vater, Mutter und Geschwistern musiziert. Philipp Harnoncourt gründete später (1963) an der heutigen Kunstuniversität Graz die Abteilung Kirchenmusik und war neun Jahre lang deren Leiter.
Auch die anderen Familienmitglieder waren musikalisch: Der Vater komponierte im Privaten, sein Bruder René studierte nach dem Krieg Musik am Salzburger Mozarteum. Ende 1944 übersiedelte man nach Grundlsee, wo Harnoncourt die letzten Kriegsmonate über lebte. Dort wurde Harnoncourt 1945 bis 1948 von Paul Grümmer, dem Cellisten des Busch-Quartetts, unterrichtet. Nach Rückkehr nach Graz nahm er wieder den Unterricht bei Kortschak auf.
Nachdem ihm seine berufliche Laufbahn lange Zeit unklar gewesen war, entschied er sich 1947, Musiker zu werden, und zog im Herbst 1948 zum Studium nach Wien. Sein Cellolehrer wurde nun Emanuel Brabec. Erst durch die Begegnung mit Eduard Melkus und durch den Unterricht in Aufführungspraxis bei Josef Mertin wurde Harnoncourt auf die Alte Musik aufmerksam. Ebenfalls lernte er hier seine spätere Frau, die Geigerin Alice Hoffelner, und den Oboisten Jürg Schaeftlein kennen, mit denen er später über lange Jahre im Concentus Musicus Wien zusammenarbeitete.
1952 trat Harnoncourt als Cellist bei den Wiener Symphonikern ein, die damals von Herbert von Karajan geleitet wurden. Diese feste Anstellung behielt er bis 1969.
1953 heirateten Harnoncourt und Alice Hoffelner. Aus der Ehe gingen vier Kinder hervor: die Mezzosopranistin Elisabeth von Magnus (* 1954), der Regisseur Philipp Harnoncourt (* 1955), der Schauspieler Eberhard Harnoncourt (1957–1990), sowie der Arzt Franz Harnoncourt (* 1961).

### Concentus Musicus
Ebenfalls 1953 wurde ein Musikkreis gegründet, um „die durch die bildende Kunst dokumentierte Lebendigkeit des Barock auf die Musik zu übertragen“. Im Mittelpunkt standen Nikolaus und Alice Harnoncourt, und man traf sich zum Proben in der Wohnung der Familie Harnoncourt. Die musikalische Bandbreite der Gruppe, die zunächst nur aus Streichern bestand, erstreckte sich vom 18. Jahrhundert bis zurück zur Zeit des Papsthofes in Avignon. Ein Mittel zum Finden eines Verständnisses der Musik war das Sammeln und Spielen passender alter Instrumente und das Wiedererlernen der Spieltechniken, die im Stilwandel der Jahrhunderte verloren gegangen waren. Einen Schlüssel zur Konzeption der Alten Musik bildete weiterhin das rhetorische Verständnis der „Musik als Klangrede“, die Harnoncourt später auch in theoretischen Schriften darlegte.
Anfangs war es für das Ensemble noch kein feststehendes Ziel, Konzerte zu geben. Alle Mitglieder hatten feste Musikerstellen, zumeist bei den Wiener Symphonikern. 1954 gab der Musikkreis sein inoffizielles Debüt mit Monteverdis „Orfeo“ unter Paul Hindemith im Wiener Konzerthaus. 1957 fand unter dem Namen Concentus Musicus Wien der erste offizielle Auftritt statt, der den Auftakt für eine Konzertreihe im Palais Schwarzenberg bildete. Der Concentus Musicus besteht aus bis zu zwölf Mitgliedern, zu denen nach Bedarf weitere Musiker kommen. Den internationalen Durchbruch erzielte das Ensemble mit einer Aufnahme der Brandenburgischen Konzerte Johann Sebastian Bachs.
1967 spielte Harnoncourt in dem Film Chronik der Anna Magdalena Bach von Jean-Marie Straub den Fürsten Leopold von Anhalt-Köthen. Der Concentus Musicus wirkte in dem Film als Hofensemble mit.
Schon fast von Anfang an verbreitete der Concentus Musicus seine Musik auch auf Tonträgern. 1971 begann er seinen exklusiven Plattenvertrag mit Telefunken (später Teldec), der erst 2003 aufgelöst wurde und mittels dessen Hunderte von Einspielungen veröffentlicht wurden, darunter zwischen 1971 und 1990 die Gesamteinspielung aller sakralen Bachkantaten, die er sich mit Gustav Leonhardt und dessen Ensemble teilte.
Harnoncourt dirigierte im November 2012 auch die Konzerte zum 200. Jahrestag der Gründung des Wiener Musikvereins, der Concentus Musicus trat dabei in drastisch vergrößerter Besetzung gemeinsam mit dem Wiener Singverein auf. Gespielt wurde dabei G. F. Händels Timotheus oder die Gewalt der Musik in der Bearbeitung von Wolfgang Amadeus Mozart.

### Lehrtätigkeit
1972 bis 1992 unterrichtete Harnoncourt am Salzburger Mozarteum Aufführungspraxis und historische Instrumentenkunde und ab dem Wintersemester 1973 auch am Institut für Musikwissenschaft der Universität Salzburg. Zahlreiche prominente Musiker gingen hier durch seine Schule, darunter die Sängerin Barbara Bonney, der Kontrabassist Jonathan Cable und der Oboist David Reichenberg.

### Orchesterdirigent
Nachdem Harnoncourt es lange abgelehnt hatte, sich als Dirigenten zu sehen, und den Concentus Musicus bei überschaubaren Besetzungen immer vom Cello aus leitete, begann er in den 1970er Jahren, als Dirigent anderer Orchester zu agieren. Das erste große klassische Symphonieorchester mit modernen Instrumenten, mit dem er zusammenarbeitete, war das Concertgebouw-Orchester in Amsterdam. Von 1975 bis 1989 wurden im jährlichen Wechsel die Johannes- und Matthäus-Passion von Bach aufgeführt. Die Zusammenarbeit dehnte sich alsbald auf Mozart, Joseph Haydn und bis in die Spätromantik aus: Franz Schubert, Johann Strauss (Sohn), Brahms, Dvořák, Bruckner, Alban Berg. Seit Oktober 2000 war Harnoncourt Ehrengastdirigent des Concertgebouw-Orchesters.
Das erste Wiener Traditionsorchester, das Harnoncourt als Dirigenten einlud, waren 1983 die Wiener Symphoniker, bei denen er früher als Cellist gewirkt hatte. 1997 bot das Orchester ihm die Stelle des Chefdirigenten an, die er aber ablehnte.
Mit den Wiener Philharmonikern, deren Ehrenmitglied er seit 2005 war, kam Harnoncourt 1984 erstmals zusammen und konzertierte mit ihnen lange Zeit vor allem bei der Salzburger Mozartwoche, dann auch in Wien sowie bei Gastspielen in Europa, den USA und Japan. In den Jahren 2001 und 2003 wurde er von ihnen eingeladen, das Neujahrskonzert zu dirigieren. Mehrere viel gelobte und erfolgreiche gemeinsame Plattenaufnahmen erschienen (z. B. Mozarts Violinkonzerte mit Gidon Kremer sowie Kim Kashkashian, Aida von Verdi etc.). Harnoncourt leitete auch zwei Einstudierungen sowie die CD-Aufzeichnung von Franz Schmidts Das Buch mit sieben Siegeln (Wiener Philharmoniker, Wiener Singverein).
Die Berliner Philharmoniker leitete Harnoncourt seit den 1990er Jahren regelmäßig in der Berliner Philharmonie. Zwei dieser Konzerte sind im „Archiv“ der Digital Concert Hall des Orchesters im Internet als AudioVideo-Livestream öffentlich zugänglich (kostenpflichtig).
Nikolaus Harnoncourt benutzte beim Dirigieren keinen Taktstock.

### Operndirigent
Am Anfang seines Wirkens als Operndirigent stand eine Einladung, 1972 an der Mailänder Scala Monteverdis Il ritorno d’Ulisse in patria einzustudieren. Abgesehen von wenigen Musikern für das Continuo wurden ausschließlich Instrumentalisten und Sänger des Opernensembles eingesetzt. 1975 begann mit Harnoncourt am Pult ein Monteverdi-Zyklus für das Opernhaus Zürich mit dem Regisseur Jean-Pierre Ponnelle, im Rahmen dessen L’Orfeo (Dezember 1975), Poppea (Januar 1977) und Ulisse (November 1977) inszeniert wurden. Im Juni 1979 folgte noch eine szenische Fassung des achten Madrigalbuches. Der Zyklus genießt noch heute einen legendären Ruf. Im Anschluss fuhr das Duo mit einem Mozart-Zyklus fort: Idomeneo (1980), Lucio Silla (Februar 1981), Mitridate (Mai 1983), Die Entführung aus dem Serail (Februar 1985), Così fan tutte (Februar 1986), Die Zauberflöte (November 1986), Don Giovanni (November 1987) und Le nozze di Figaro (Februar 1989; nach Ponnelles Tod in dessen Inszenierung für die Salzburger Festspiele 1972 bzw. die Wiener Staatsoper 1977) und schließlich in der Regie von John Dew La Clemenza di Tito (Oktober 1989). Anschließend wirkte er mehrfach als Dirigent bei den Innsbrucker Festwochen der Alten Musik.
Nach Ponnelles Tod setzte er seine Arbeit bis Ende 2011 am Zürcher Opernhaus mit wechselnden Regisseuren fort: Jürgen Flimm (Fidelio 1992), Ruth Berghaus (Der Freischütz 1993), Helmuth Lohner (La belle Hélène 1994). Mit Jürgen Flimm arbeitete er seit 1990 auch oft an anderen Orten (Amsterdam, Wien, Graz, Salzburg) zusammen.
Als Operndirigent wirkte Harnoncourt seit den frühen 1970er Jahren regelmäßig bei den Wiener Festwochen – zuletzt im Mai 2005 Mozarts Lucio Silla im Theater an der Wien (Regie Claus Guth) –, zweimal führte ihn der Weg an das Pult der Frankfurter Oper (1978 Giulio Cesare in Egitto von Georg Friedrich Händel und 1980 Castor et Pollux von Jean-Philippe Rameau; jeweils Regie Horst Zankl, Bühnenbild Erich Wonder). Zwischen 1987 und 1991 dirigierte Harnoncourt vier Neuinszenierungen von Mozart-Opern an der Wiener Staatsoper: 1987 Idomeneo (Regie Johannes Schaaf, Bühnenbild David Fielding, Kostüme Tobias Hoheisel), 1988 Die Zauberflöte (Regie Otto Schenk, Bühnenbild und Kostüme Yannis Kokkos), 1989 Die Entführung aus dem Serail (Regie Ursel und Karl-Ernst Herrmann, Bühnenbild und Kostüme Karl-Ernst Herrmann) sowie im selben Jahr noch Così fan tutte (Regie Johannes Schaaf, Bühnenbild Hans Schavernoch, Kostüme Lore Haas). Das Ende der Direktion von Claus Helmut Drese bedeutete auch, dass Harnoncourt seine Arbeit an der Wiener Staatsoper einstellte. Dreses Nachfolger hatten ihn lediglich noch für ein Idomeneo-Dirigat angefragt. Weil Harnoncourt den mangelnden dramaturgischen Kontext weiterer Auftritte nicht einsah, zog er sich zurück.

### Styriarte
Seit 1985 werden in Graz Harnoncourt gewidmete Klassik-Festspiele, die Styriarte, veranstaltet. Die Festspiele sind seitdem die Hauptplattform für den Concentus Musicus geworden. Zu den anfänglichen Konzerten, Oratorienaufführungen und konzertanten Opern sind später auch szenische Opernaufführungen gekommen. Mit Haydn begann Harnoncourt bei der Styriarte 1987 die langjährige Zusammenarbeit mit dem Chamber Orchestra of Europe, die über eine vielbeachtete Gesamtaufnahme der Beethoven-Sinfonien über Schumann und Mendelssohn bis Bartók führte. 2005 dirigierte er eine von Publikum und Kritik begeistert aufgenommene Carmen von Georges Bizet, für die er eine eigene, die Intentionen des Komponisten stärker berücksichtigende, Fassung erarbeitete (Regie Andrea Breth, Bühnenbild Annette Murschetz). 2008 trat Harnoncourt mit Mozarts Idomeneo erstmals nicht nur als Dirigent, sondern auch als Regisseur in Erscheinung, wobei sein Sohn Philipp – der Theatererfahrung als Lichtdesigner hat – ihm als Ko-Regisseur zur Hand ging (Bühnenbild Rolf Glittenberg, Kostüme Renate Martin & Andreas Donhauser). Bei der Styriarte 2009 leitete Harnoncourt eine konzertante (halbszenische) Aufführung von Gershwins Oper Porgy and Bess, 2011 präsentierte er Bedřich Smetanas Die verkaufte Braut.

### Salzburger Festspiele
Seit den frühen 1990er Jahren war Harnoncourt nahezu jedes Jahr bei den Salzburger Festspielen sowohl als Opern- wie Konzertdirigent präsent. Seine erste Oper dirigierte er dort 1995 (Mozarts Le nozze di Figaro, Regie Luc Bondy). 2006 leitete er anlässlich der Eröffnung des neuen Hauses für Mozart die Neuinszenierung von Mozarts Le nozze di Figaro (Regie Claus Guth) und in der Felsenreitschule die Wiederaufnahme von La clemenza di Tito. Harnoncourt hatte im Dezember 2005 in einem Interview mit der österreichischen Zeitschrift News angekündigt, seine Arbeit bei den Festspielen altersbedingt und wegen seiner Tätigkeit am Theater an der Wien auf sommerliche Orchesterkonzerte zu reduzieren und keine Opernaufführungen mehr zu leiten. So leitete er Ende August 2007 lediglich Konzerte der Wiener Philharmoniker im Großen Festspielhaus. Im Sommer 2012 jedoch dirigierte er die Zauberflöte in der Felsenreitschule, mit seinem Concentus Musicus. Die Resonanz bei Kritik und Publikum war zwiespältig.

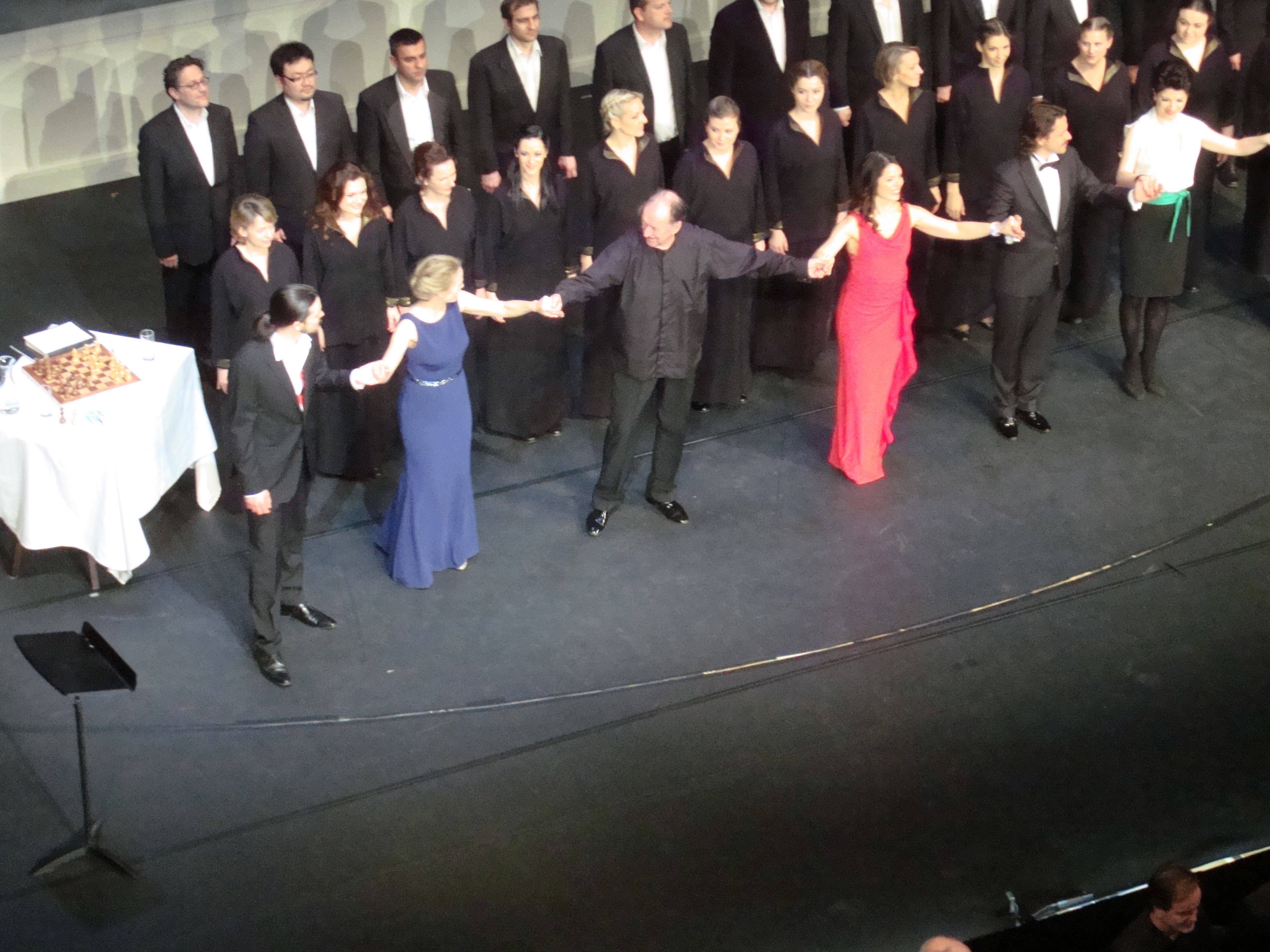
Nikolaus Harnoncourt (1. Reihe, 3. von links), beim Schlussapplaus des Da-Ponte-Zyklus im Theater an der Wien (Così fan tutte, 29. März 2014)

### Theater an der Wien
Am Theater an der Wien dirigierte Harnoncourt im März 2006 eine Wiederaufnahme der Lucio-Silla-Produktion der Wiener Festwochen. Im April 2006 leitete er dort eine szenische Realisierung von Mozarts Die Schuldigkeit des ersten Gebots (Regie Philipp Harnoncourt), die im Rahmen des Festivals Osterklang stattfand. Am 17. November 2007 leitete er die Premiere von Joseph Haydns Orlando paladino (Regie Keith Warner). Am 5. Dezember 2009 erfolgte dort die Premiere einer Aufführungsserie der Haydn-Oper Il mondo della luna mit dem Concentus Musicus (Regie Tobias Moretti). 2013 dirigierte Harnoncourt Beethovens Fidelio im Haus seiner Uraufführung, im März 2014 leitete er konzertante Aufführungen der drei Da-Ponte-Opern Mozarts mit dem Concentus Musicus.

### Vokalmusik
Auf dem Gebiet der Vokalmusik begann 1978 eine langjährige Verbindung mit dem Arnold Schoenberg Chor unter Erwin Ortner. Dieser Chor war nicht nur Harnoncourts erste Wahl bei Projekten mit dem Concentus Musicus, sondern er tritt auch bei Konzerten mit anderen Orchestern in Erscheinung. In den Kantateneinspielungen Bachs setzte Harnoncourt weiterhin Knabenchöre wie die Wiener Sängerknaben und den Tölzer Knabenchor ein, bei den größeren Vokalwerken bevorzugte er den gemischten Chor.

### Rückzug und Tod
Am 5. Dezember 2015, einen Tag vor seinem 86. Geburtstag, teilte Nikolaus Harnoncourt in einem offenen Brief seinen Rücktritt vom Dirigentenpult mit.
Am 5. März 2016 starb Harnoncourt in St. Georgen im Attergau in Oberösterreich. Dort wurde er auf dem Friedhof beigesetzt.

### Sonstiges
- Das Stadtmuseum Graz zeigte eine Ausstellung mit dem Titel Being Nikolaus Harnoncourt bis zum 28. Februar 2010.
- Nikolaus Harnoncourt war Mitglied im Wissenschaftlichen Beirat der Kritischen Gesamtausgabe sämtlicher Werke von Johann Rosenmüller.
- Nach dem Tod seiner Frau Alice Harnoncourt wurden die Kunstsammlung bei Christie’s sowie zahlreiche Instrumente des Ehepaars Harnoncourt verkauft.[14]

## Ehrungen und Auszeichnungen
- 1980: Erasmuspreis
- 1982: Joseph Marx-Musikpreis des Landes Steiermark
- 1992: Ehrenmitgliedschaft der Gesellschaft der Musikfreunde in Wien
- 1993: Léonie-Sonning-Musikpreis
- 1994: Polar Music Prize
- 1995: Hansischer Goethe-Preis
- 1995: Ehrenmitgliedschaft der Kunstuniversität Graz
- 1997: Robert-Schumann-Preis
- 1999: Anton-Bruckner-Ring
- 2000: Ehrengastdirigent des Concertgebouw-Orchesters in Amsterdam
- 2000: Ehrenmitglied der Universität für Musik und darstellende Kunst Wien
- 2001: Grammy
- 2002: Ernst von Siemens Musikpreis
- 2002: Bremer Musikfest-Preis
- 2004: Georg-Philipp-Telemann-Preis der Landeshauptstadt Magdeburg
- 2005: Kyoto-Preis für sein Lebenswerk
- 2005: Großes Goldenes Ehrenzeichen des Landes Steiermark mit dem Stern[15]
- 2007: Bach-Medaille der Stadt Leipzig[16]
- 2008: Österreichisches Ehrenzeichen für Wissenschaft und Kunst
- 2008: Ehrendoktorat der Universität Mozarteum Salzburg
- 2008: Ehrenring des Landes Steiermark[17]
- 2009: Ehrenbürgerschaft der Marktgemeinde St. Georgen im Attergau
- 2009: Gramophone Lifetime Achievement Award
- 2011: Ehrendoktorat der Hochschule für Musik und Tanz Köln[18]
- 2011: Goldenes Ehrenzeichen für Verdienste um das Land Wien[19]
- 2011: Ehrenmitglied im Verein Orchestra La Scintilla an der Oper Zürich gemeinsam mit seiner Frau Alice Harnoncourt
- 2012: Goldmedaille der Royal Philharmonic Society[20]
- 2012: Romano-Guardini-Preis
- 2014: ECHO Klassik in Würdigung des Lebenswerkes[21]

Nikolaus Harnoncourt war Mitglied in der Royal Swedish Academy of Music, Ehrendoktor der Universität Edinburgh und Träger des Ordens Pour le Mérite für Wissenschaft und Künste.
2008 wurde ihm das Ehrendoktorat der Universität Mozarteum Salzburg verliehen; aus diesem Anlass veranstaltete das Institut für Musikalische Rezeptions- und Interpretationsgeschichte erstmals ein Symposion unter dem Titel Ereignis Klangrede. Nikolaus Harnoncourt als Dirigent und Musikdenker; umrahmt wurden die Feierlichkeiten von einer ersten umfangreichen Ausstellung (In Klängen sprechen – Nikolaus Harnoncourt).
Im Jahr 2000 wurde der Nikolaus-Harnoncourt-Preis des Kantons Zürich gestiftet.

## Genealogie
- Nikolaus Harnoncourt war der Sohn von Eberhard Harnoncourt (1896–1970), gebürtig de la Fontaine Graf d’Harnoncourt-Unverzagt, und dessen zweiter Frau Ladislaja Johanna Franziska (1899–1997), gebürtig Gräfin von Meran (und Freiin Brandhofen).
- Väterlicherseits stammte er aus der Familie De La Fontaine von Marville (Meuse)/Lothringen. Die Familie zog nach Harnoncourt (die Stadt gehört heute zu Belgien, zu der Zeit gehörte sie zu Lothringen). D’Harnoncourt wurde zu dieser Zeit dem Familiennamen beigefügt. Joseph Louis Matthieu de La Fontaine d’Harnoncourt (1736–1816) trat in den Dienst der Habsburger, während ein Lothringer, Franz III. von Lothringen, die Erzherzogin Maria Theresia von Österreich heiratete und dadurch die Dynastie Habsburg-Lothringen gründete. Franz von Lothringen wurde später als Franz I. Stefan zum Kaiser des Heiligen Römischen Reiches gewählt. Joseph Louis Matthieu de La Fontaine d’Harnoncourt heiratete Gräfin Unverzagt, gründete die Familie de La Fontaine d’Harnoncourt-Unverzagt, kehrte nach seiner österreichischen Karriere nach Frankreich zurück und starb in Harnoncourt (1816).[22]
- Durch seine Mutter war Nikolaus Harnoncourt direkter Nachfahre von Franz I. Stephan, Kaiser des Heiligen Römischen Reiches, weil sie dessen Urururenkelin war. Er war auch der Ururenkel von Erzherzog Johann (1782–1859) und der Urenkel von Franz von Meran.

## Schriften
- Der musikalische Dialog. Gedanken zu Monteverdi, Bach u. Mozart. Residenz, Salzburg 1984, ISBN 3-7017-0372-8.
- Was ist Wahrheit? Zwei Reden. Residenz, Salzburg 1995, ISBN 3-7017-0889-4 (darin: Rede zur Eröffnung der Salzburger Festspiele 1995: Was ist Wahrheit? oder Zeitgeist und Mode.).
- Mozart Dialoge. Gedanken zur Gegenwart der Musik von Nikolaus Harnoncourt. Hrsg.: Johanna Fürstauer. Residenz, Salzburg 2005, ISBN 3-7017-3000-8.
- »Töne sind höhere Worte«. Gespräche über romantische Musik. Mit einem Vorwort der Herausgeberin. Hrsg.: Johanna Fürstauer. Residenz, Salzburg 2007, ISBN 978-3-7017-3055-1.
- Oper, sinnlich. Die Opernwelten des Nikolaus Harnoncourt. Residenz, Salzburg 2009, ISBN 978-3-7017-3154-1 (zusammen mit Johanna Fürstauer und Anna Mika).
- Mozart Dialoge. Gedanken zur Gegenwart der Musik von Nikolaus Harnoncourt. Hrsg.: Johanna Fürstauer. Bärenreiter, Kassel/Basel/London/New York/Prag 2009, ISBN 978-3-7618-1990-6 (Erstaufl.: Residenz, Salzburg 2005, ISBN 3-7017-3000-8).
- Musik als Klangrede. Wege zu einem neuen Musikverständnis. Essays und Vorträge. Bärenreiter, Kassel 2014, ISBN 978-3-7618-1098-9 (Erstaufl.: Residenz, Salzburg 1982).
- »… es ging immer um Musik«. Eine Rückschau in Gesprächen. Hrsg.: Johanna Fürstauer. Residenz, Salzburg 2014, ISBN 978-3-7017-4490-9.
- Wir sind eine Entdeckergemeinschaft. Aufzeichnungen zur Entstehung des Concentus Musicus. Hrsg.: Alice Harnoncourt. Residenz, Salzburg 2017, ISBN 978-3-7017-3428-3.
- Meine Familie. Hrsg.: Alice Harnoncourt. Residenz, Salzburg 2018, ISBN 978-3-7017-3465-8 (eingeschränkte Vorschau in der Google-Buchsuche).[23]

## Aufnahmen
- Nikolaus Harnoncourt, Frans Brüggen, Leopold Stastny, Herbert Tachezi. Johann Sebastian Bach. "Gamba Sonatas — Trio Sonata in G major". Viola da gamba: Jacobus Stainer; Violoncello: Andrea Castagneri; Flöte: A.Grenser; Cembalo: Hammerklavier von Martin Skowroneck. Label: Telefunken.
- Nikolaus Harnoncourt, Gustav Leonhardt, Leonhardt-Consort (Orchestra), Concentus musicus Wien (Orchestra), Alan Curtis, Anneke Ulttenbosch, Herbert Tachezi. Johann Sebastian Bach. "Harpsichord Concertos BWV 1052, 1057, 1064." Label: Teldec
- Nikolaus Harnoncourt, Chamber Orchestra of Europe. Franz Schubert. "Symphonies". Label: Ica Classics.
- Nikolaus Harnoncourt, Rudolf Buchbinder (Klavier). Wolfgang Amadeus Mozart. "Piano concertos No. 23&25". Hammerklavier nach Walter von Paul McNulty. Label: Sony.
- Nikolaus Harnoncourt, Chamber Orchestra of Europe, Pierre-Laurent Aimard (Klavier). Ludwig van Beethoven. "Piano Concertos Nos. 1-5." Label: Teldec Classics.
- Nikolaus Harnoncourt, Chamber Orchestra of Europe, Gidon Kremer (Violine), Martha Argerich (Klavier). Schumann. "Piano Concerto and Violin Concerto". Label: Teldec Classics

## Dokumentarfilm
- Holger Preusse, Philipp Quiring: Nikolaus Harnoncourt dirigiert Monteverdi. ZDF/ARTE, sounding images: Dokumentarfilm 2025, 43‘/52‘ (TV-/internationale Fassung; D/F/E); als Teil der Reihe „Sternstunden der Musikgeschichte“